# Chiweta-formatie
De Chiweta-formatie is een geologische formatie in Malawi die afzettingen uit het Laat-Perm omvat. 
De Chiweta-formatie is vermoedelijk dezelfde gesteentelaag als de Usili-formatie in Tanzania. Het correleert met de Cistecephalus-faunazone van de Zuid-Afrikaanse Karoo Supergroup en de afzettingen zijn 256 tot 258 miljoen jaar oud.
Fossielen die in de Chiweta-formatie zijn gevonden behoren tot het amfibie Rhinesuchus uit de Temnospondyli, dicynodonten als Oudenodon, biarmosuchiërs en de gorgonopsiërs Aelurognathus en Gorgonops. 